# Johann Ludwig II. (Anhalt-Zerbst)

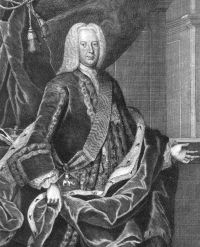
Johann Ludwig II.

Johann Ludwig II. von Anhalt-Zerbst (* 23. Juni 1688 in Dornburg; † 5. November 1746 in Zerbst) war der älteste Sohn von Johann Ludwig I. und dessen Ehefrau
Christina von Zeutsch (1666–1699). Er war regierender Fürst von Anhalt-Zerbst.

## Leben
Ab 1720 war er Oberlanddrost zu Jever. Er blieb dort 22 Jahre und gründete in dieser Zeit die Stadtkirche in Jever (Einweihung 1736). Nach dem Tod seines Cousins Johann August von Anhalt-Zerbst im Jahr 1742 fiel die Thronfolge an Johann Ludwig II. und seinen Bruder Christian August. Das führte dazu, dass er nach Zerbst zurückkehrte.
Er war unverheiratet und starb nach vier Jahren Regentschaft.